# Ding Hou
Ding Hou est un botaniste et mycologue, néerlandais, né le 11 octobre 1921 en Chine, mort le 9 septembre 2008 aux Pays-Bas. Il a consacré sa vie professionnelle à l’étude de la taxonomie des plantes d’Asie du Sud-Est (la Flora Malesiana), à Leyde aux Pays-Bas.

## Biographie
Ding HOU est né à Hsingkan (?) dans la province du Jiangxi en Chine le 11 octobre 1921. Il devient orphelin très jeune - son père qui était général fut tué au début de la guerre civile chinoise en 1928. Il reçoit sa première éducation dans la province du Jiangxi.
Durant les années 1941-1945, il étudie la botanique à l’université nationale Zhongzheng du Jiangxi, puis passe deux autres années dans cette université comme assistant en botanique. De 1947 à 1951, il a un poste semblable à l’Université nationale de Taïwan (國立臺灣大學, Guólì Táiwān Dàxué).
Il se rend ensuite aux États-Unis pour passer une maitrise en taxonomie végétale et un doctorat à l’université Washington de Saint Louis sur la révision du genre Celastrus en 1955. Il devient assistant de recherche au Jardin botanique du Missouri (Missouri Botanical Garden ou Mobot) puis botaniste à l’Arboretum Arnold de l'université Harvard. En 1957, il épouse Sue-Ying Liu à Leyde aux Pays-Bas.
Le professeur Van Steenis réussit à détourner Ding Hou d’une carrière prometteuse aux États-Unis pour qu’il rejoigne son équipe travaillant sur la Flora Malesiana à Leyde (Pays-Bas) en 1956. Il s’agit d’un projet international visant à nommer, décrire et inventorier la flore végétale vasculaire complète de la « Malesia », région comprenant la Malaisie, Singapour, l'Indonésie, le Brunei Darussalam, les Philippines, le Timor-Leste et la Papouasie-Nouvelle-Guinée. Le point chaud de biodiversité malésienne abrite une impressionnante diversité de plantes vasculaires, estimée à plus de 45 000 espèces.
La contribution de Ding Hou au projet Flora Malesiana est très impressionnante: il a révisé sept familles (Lut,, 2001), les Anacardiaceae, Anisophylleaceae, Aristolochiaceae, Celastraceae, Rhizophoraceae, Thymelaeaceae et Fabaceae d’Asie du Sud-Est. Avec environ 600 bonnes espèces révisées et encore plus de noms réduits par synonymie, et presque 50 espèces nouvellement décrites et un nouveau genre découvert durant sa mission en Malaisie (Péninsule Malaise et Bornéo) en 1966 (Sarawakodendron dans les Celastraceae), ses contributions le placent parmi les taxonomistes les plus productifs de la Flora Malesiana.    
Il a activement contribué à la gestion scientifique de la collection jusqu'au jour de son hospitalisation en 2008 pour un cancer. Ce fut un membre important du Rijksherbarium, maintenant l'Herbier national des Pays-Bas, à Leyde.
Auprès de ses collègues, Ding Hou s’est fait la réputation non seulement d’un grand taxonomiste, mais aussi de quelqu’un de modeste, poli, serviable, plein d’entrain et doté d’un sens subtil d’humour.

## Quelques publications
Le Centre de biodiversité Naturalis de Leyde répertorie 27 publications de Ding Hou,:
- Ding Hou, 1972. A New Species of Mangifera (Anacardiaceae). 5 p.
- Ding Hou, 1972. Germination, Seedling, and Chromosome Number of Scyphostegia Borneensis Stapf     (Scyphostegiaceae). *5 p.
- Ding Hou, 1955, Rhizophoraceae, Flora Malesiana, series 1 Spermatophyta, vol. 5, 1
- Ding Hou, 1960, Thymelaeaceae, Flora Malesiana, series 1 Spermatophyta, vol. 6, 1
- Ding Hou, 1974, Anacardiaceae, Flora Malesiana, series 1 Spermatophyta, vol. 8, 1
- Ding Hou, 1981, Florae Malesianae praecursores. LXII: On the genus Thottea (Aristolochiaceae). — Blumea 27 (2): 301-332
- Ding Hou, 1983, Florae Malesianae praecursores. LXIII: New species of Malesian Aristolochiaceae. — Blumea 28(2): 343-352.
- Ding Hou, K. Larsen, S.S. Larsen, 1996, Caesalpiniaceae (Leguminosae-Caesalpinioideae) , Flora Malesiana - Series 1 Spermatophyta, Vol 12, 2
- Ding Hou, Chirdsak Thapyai. 2010. Flora of Thailand: Celastraceae, Hernandiaceae, Leeaceae, Mastixiaceae, Passifloraceae, Verbenaceae. Flora of Thailand 10 (2). Ed. Forest     Herbarium, Royal Forest Department, 123 p.  (ISBN 9742867887)
- Ding Hou, 1984. Identification, Lists of Malesian Specimens: Aristolochiaceae. vol. 64. Ed.  Rijksherbarium, 9 p.

Quelques descriptions de nouvelles espèces :
- Anisophyllea corneri Ding Hou, Fl. Males., Ser. 1, Spermat. 5: 478 (1958).
- Aquilaria parvifolia (Quisumb.) Ding Hou, Fl. Males., Ser. 1, Spermat. 6: 12 (1960).
- Aristolochia decandra Ding Hou, Blumea 28(2): 343 (1983)
- Bhesa ceylanica (Arn. ex Thwaites) Ding Hou, Blumea, Suppl. 4: 151 (1958).

...
- Thottea triserialis Ding Hou, Blumea 27(2): 330 (1981) (1981).

Livre
- Ding Hou, Kai Larsen, s.s. Larsen. 1996. Caesalpiniaceae. Vols 1 y 12. Flora Malesiana: Spermatophyta. Ed. Foundation Flora Malesiana, 376 p.  (ISBN 9071236293)

## Hommages
Un nom de genre lui est dédié
- (Celastraceae) Dinghoua Robert H. Archer

ainsi que plusieurs épithètes spécifiques
- (Anacardiaceae) Parishia dinghouiana Kochummen
- (Aristolochiaceae) Aristolochia dinghoui F.González & Poncy
- (Aristolochiaceae) Thottea dinghoui Swarupan.
- (Rubiaceae) Porterandia dinghoui Zahid & K.M.Wong